# Clipart

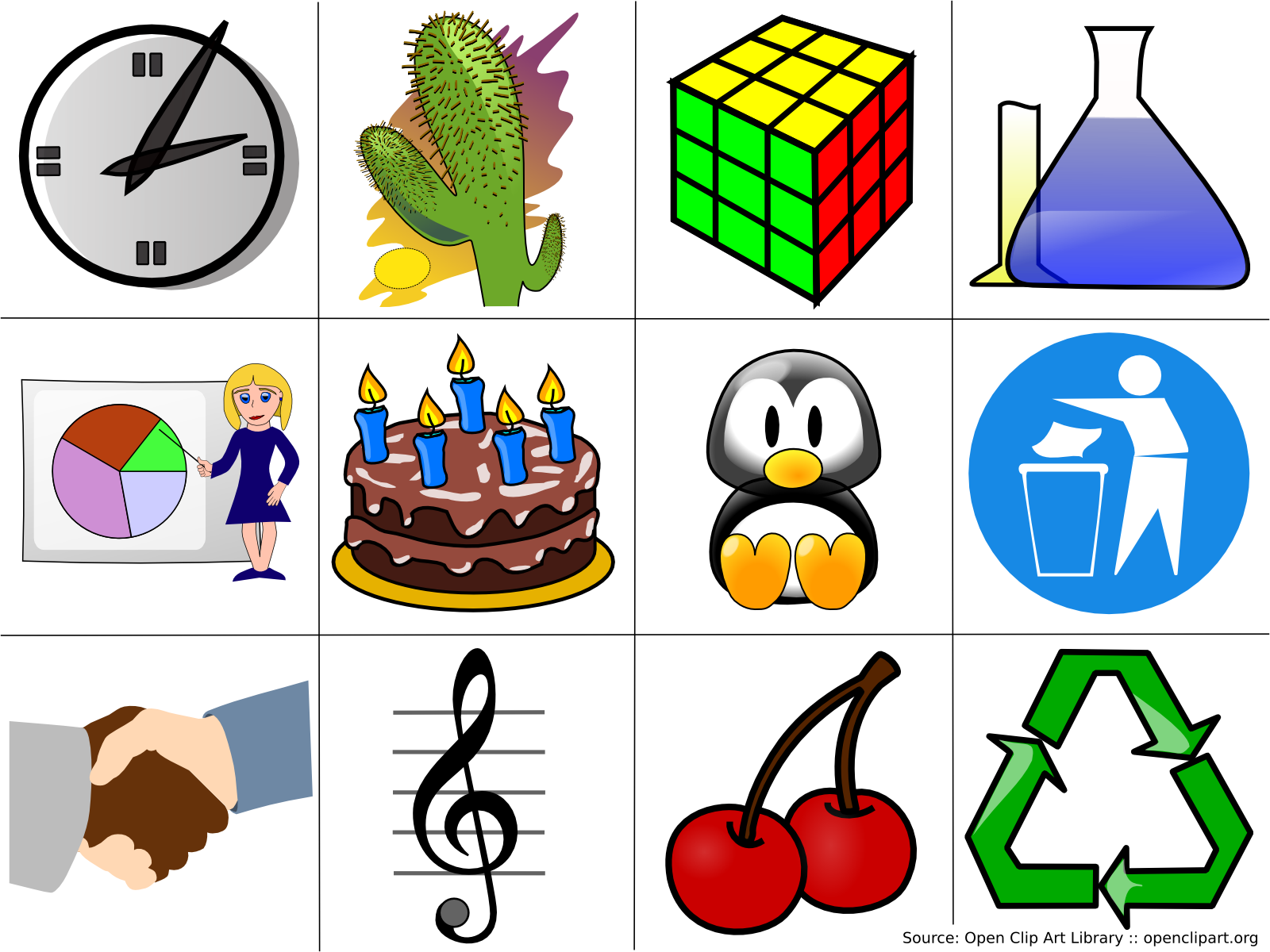
Exempel på datorgjorda clipartikoner (från Openclipart).

Clipart (eller clip art och clip-art) är ikoner som används till att illustrera något medel. Clipart finns i många varianter, dels elektronisk och tryckt. Idag är de flesta cliparten skapade, distribuerade och använda i datorer, som till exempel i deras användargränssnitt. Sedan början av clipart har det blivit allt mer varierat; med filformat och licensbegränsningar.